# Antiguraleus fusiformis
Antiguraleus fusiformis är en snäckart som beskrevs av Dell 1956. Antiguraleus fusiformis ingår i släktet Antiguraleus och familjen kägelsnäckor. Inga underarter finns listade i Catalogue of Life.